# Ruisseau de Lodelinsart
Le ruisseau de Lodelinsart, aussi nommé ry de Lodelinsart, parfois ry du Sart, est un ruisseau de Belgique coulant à Charleroi. D'une longueur de 4,7 km, il se jette dans la Sambre en rive gauche.

## Géographie

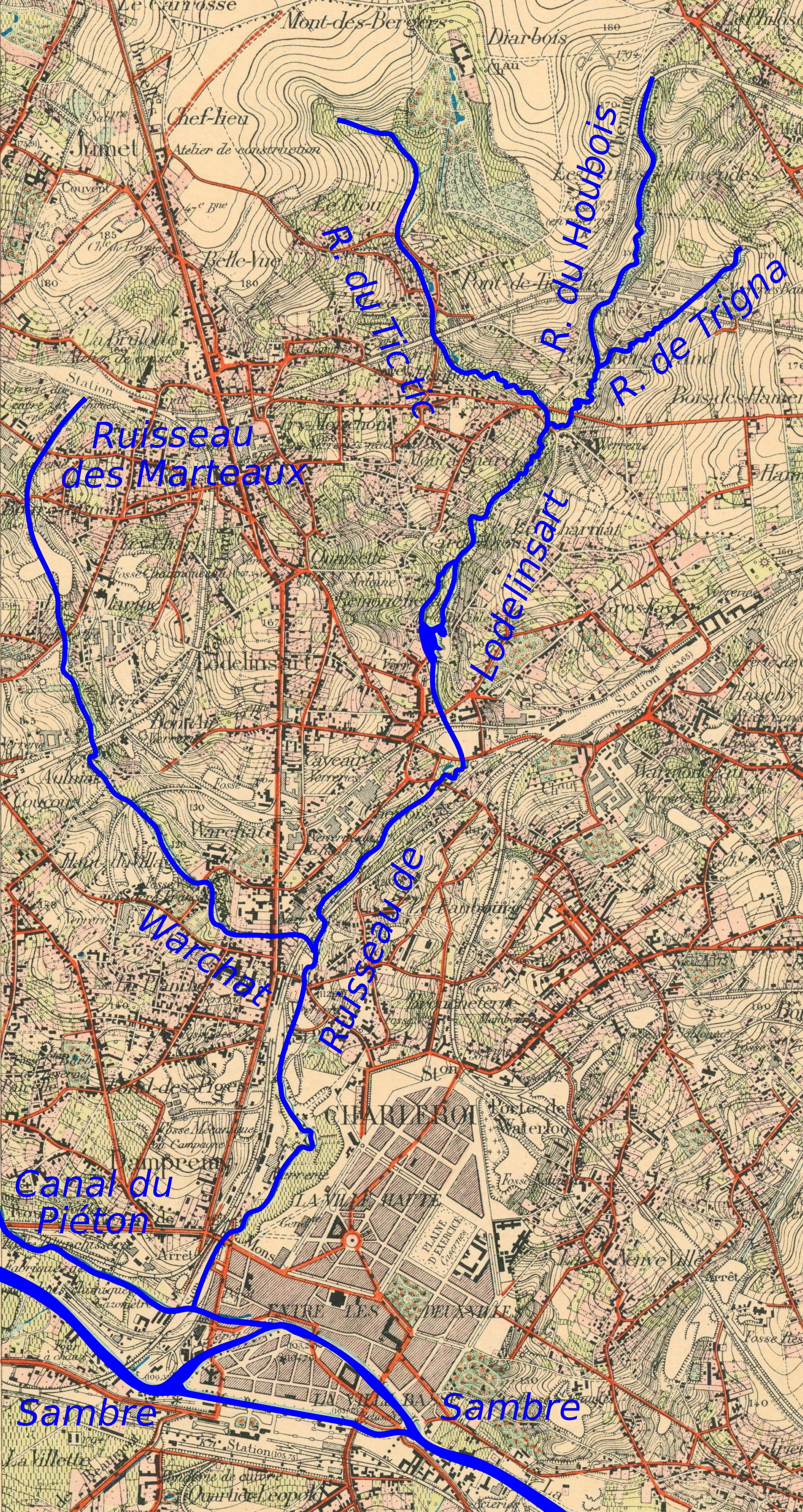
Bassin du ruisseau de Lodelinsart sur une carte topographique de 1892. À cette date, le ruisseau de Gilly est déjà voûté et son parcours n'apparaît pas sur la carte.

Le ruisseau de Lodelinsart nait de la confluence du ruisseau du Tic-tic et du ruisseau du Houbois qui prennent leur source respectivement à Jumet et à Ransart. D'une longueur de 4 702 m, il se jette dans la Sambre à Charleroi.
Le Tic-tic prend sa source à une altitude de 170 m à proximité du parc de la Serna et descend avec un pente de 2 cm par mètre. Le Houbois nait à 180 m d'altitude et présente une pente de 2,4 cm par mètre. Ce ruisseau a comme affluent en rive gauche le ruisseau de Trigna qui prend également sa source à Ransart. La confluence du Tic-tic et du Houbois se fait à une altitude de 140 m à Jumet. Le ruisseau de Lodelinsart traverse ensuite la localité de Lodelinsart, qui lui donne son nom, Charleroi et Dampremy.
Le ruisseau a un débit régulier et ses eaux sont exemptes de calcaire. 
Il a comme affluent en rive gauche le ruisseau de Gilly. Ce dernier, d'une longueur de 1 467 m prend sa source à la limite de Jumet et de Gilly et conflue à la limite de Charleroi et de Lodelinsart.
À partir de la Broucheterre le ruisseau a un pente quasiment nulle. Dans ce quartier de Charleroi il reçoit comme affluent en rive droite, le ruisseau du Warchat, ruisseau qui prend sa source sous le nom de ruisseau des Marteaux à Jumet. Un peu plus loin, en rive gauche, il recevais le ruisseau de la Garenne qui a disparu complètement, probablement à la suite de l'exploitation minière.
Au-delà de la Broucheterre, le vallon du ruisseau incise le plateau à l'ouest du centre-ville de Charleroi. En amont, au nord, il présente une largeur de moins de cinquante mètres. À l'entrée de la vallée de la Sambre, le vallon atteint une centaine de mètres de largeur. Dans cette section, son versant est, côté Charleroi est abrupt, mettant à nu les roches du sous-sol du plateau. Le versant ouest, côté Dampremy, est moins élevé et présente des pentes plus douces.
À hauteur de l'actuel Palais des expositions de Charleroi, ses alluvions fortement argileuses atteignent six mètres d'épaisseur. Dans sa partie inférieure, c'est un vallon de remblaiement.
Des sondages entrepris au confluent de la Sambre ont permis de découvrir un limon plus ou moins argileux épais de 2,7 m à 5 m, recouvrant trois lits alternatifs de gravier sambrien, limon de nature identique à celui découvert plus en amont, face au Palais des expositions. La présence de limon à cet endroit ne peut s'expliquer que par un agent de transport qui est le ruisseau, et en conséquence, il a pu opérer un refoulement de méandre du nord vers le sud. À cet endroit, on se trouve sur la rive convexe de l'ancien méandre de la Sambre qui aborde la ville.
Le ruisseau constitue presque entièrement la limite entre l'ancienne section de Charleroi et celles de Lodelinsart et Dampremy.

## Histoire

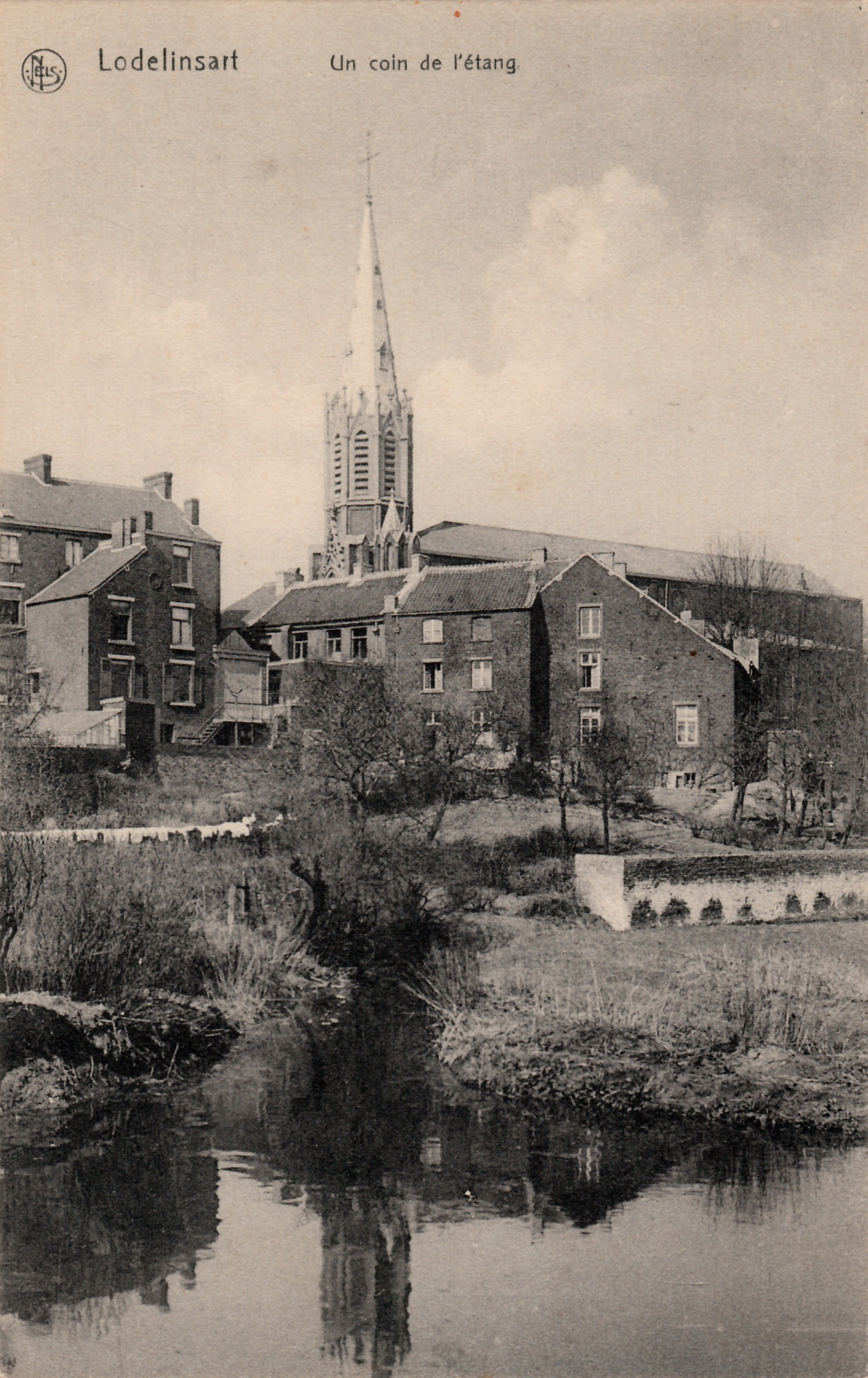
Un des étangs à Lodelinsart. Carte postal du début du XXe siècle.

Jusque dans la seconde moitié du XXe siècle, le ruisseau alimente un grand et deux petits étangs situés sur le territoire de Lodelinsart. Les deux petits étangs et le moulin qu'ils alimentent sont mentionnés dans les Terriers du comté de Namur établis au début du XVIe siècle, alors propriétés de Jean Staignier. Ce moulin est mentionné en 1685-1686 comme appartenant à la veuve de Pierre Malonne. En 1693, les enfants de Pierre Malonne vendent la propriété à François Drion. Le moulin est reconstruit en 1700 par la famille Drion. En 1758, Jacques Drion et ses fils vendent le moulin avec ses dépendances et les deux petits étangs à Jean-Jacques Desandrouin. Le moulin fut démoli en 1939 au cours d'exercices des services de la défense aérienne,.
En 1667, lors de la construction de la forteresse de Charleroi, le bas du vallon de Lodelinsart est fermé par une digue et mis sous eaux. Cette inondation, appelée « Grand Étang », fait partie des éléments de défense de la forteresse.
Après la démolition de l'enceinte décidée en 1747, on assèche les fossés des remparts de la Ville-Haute et le Grand Étang du vallon de Lodelinsart sera fortement réduit.
Dans la seconde moitié du XVIIIe siècle l'exploitation de la houille, en augmentation, induit la construction de « saiwes » pour évacuer les eaux d'exhaure depuis le plateau où se situe Charleroi vers le ruisseau de Lodelinsart selon la pente naturelle.
Après 1790, le Grand Étang n'est pas encore asséché, bien qu'il ait perdu son caractère de protection de l'ancienne forteresse, mais les usiniers de la plaine alluviale réclament son maintien.
À partir de 1826, on draine les fonds du ruisseau en même temps que ceux du Grand Étang qui s'assèche par le nord.
En 1830, les eaux du Grand Étang sont asséchées, le fond s'exhaussait par dépôt de matières terreuses qu'amenaient les eaux d'exhaure des charbonnages situés dans le quartier du Faubourg. En 1858, le ruisseau de Lodelinsart se jette directement dans le canal du Piéton,.
Le 20 août 1855, l'actuelle ligne 140 du chemin de fer vers Ottignies et Louvain est inaugurée au départ de la gare de Charleroi-Ouest installée dans le vallon de l'ancien Grand Étang.

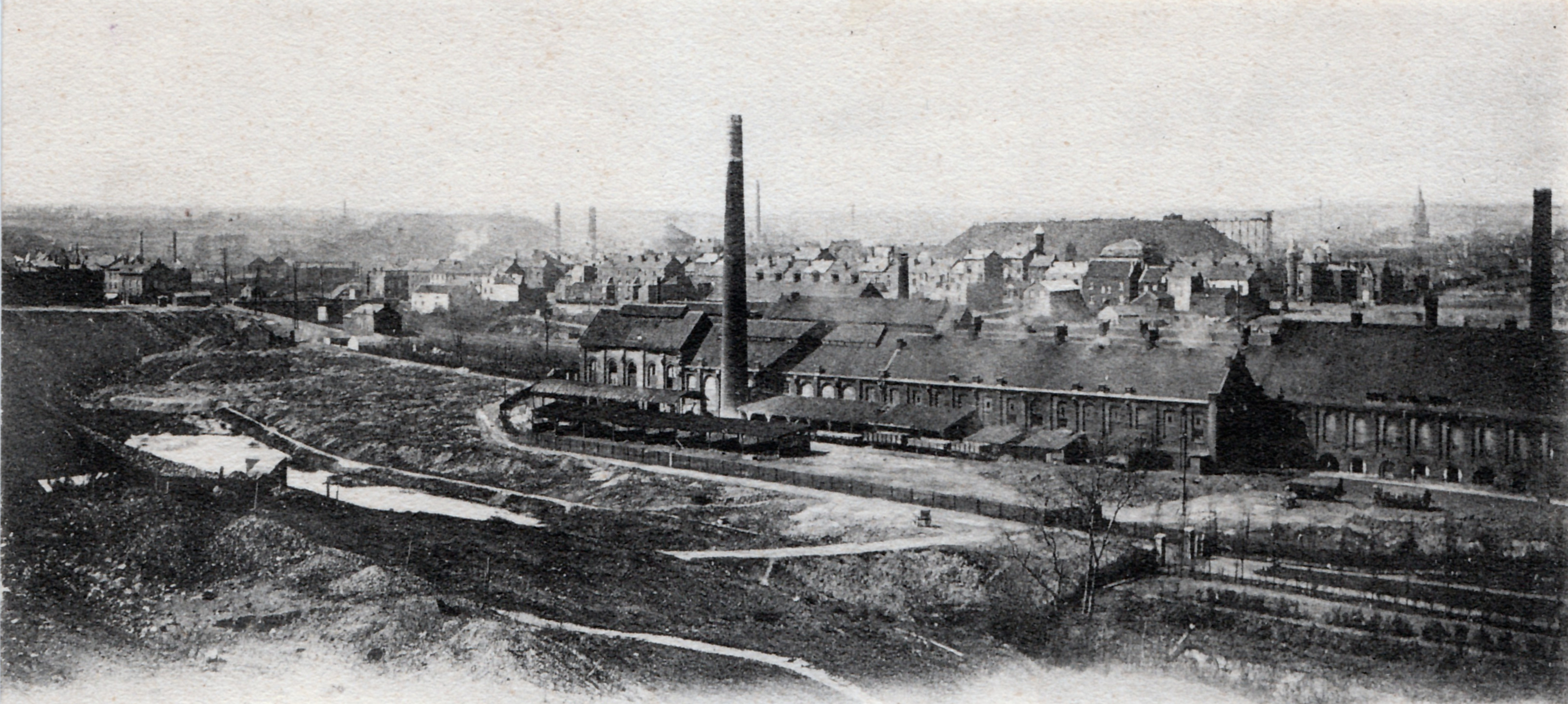
Le bas du vallon avec la verrerie de l'Ancre et Dampremy à l'arrière plan.

Au milieu du XIXe siècle un moulin à eau est installé à l'emplacement actuellement occupé par le parking du Palais des expositions. Vers 1860, plus au sud, à cheval sur la ville de Charleroi et la commune de Dampremy, est construite une verrerie à vitre par Casimir et Jules Lambert. Elle sera reprise par Léon Mondron qui fonde la SA Verreries de l'Ancre (ou des Ancres) en 1872 dont l'activité se poursuit jusqu'en 1934. Le terrain du parking actuel sert de gare privée à la verrerie, gare raccordée à la ligne 140. À l'emplacement de l'usine démolie en 1935, la ville de Charleroi installe un dépôt d'immondice tandis que le charbonnage du Mambourg aménage un terril sur l'ancienne gare. Après la Seconde Guerre mondiale, la ville construit le Palais des expositions qui empiète sur le vallon.

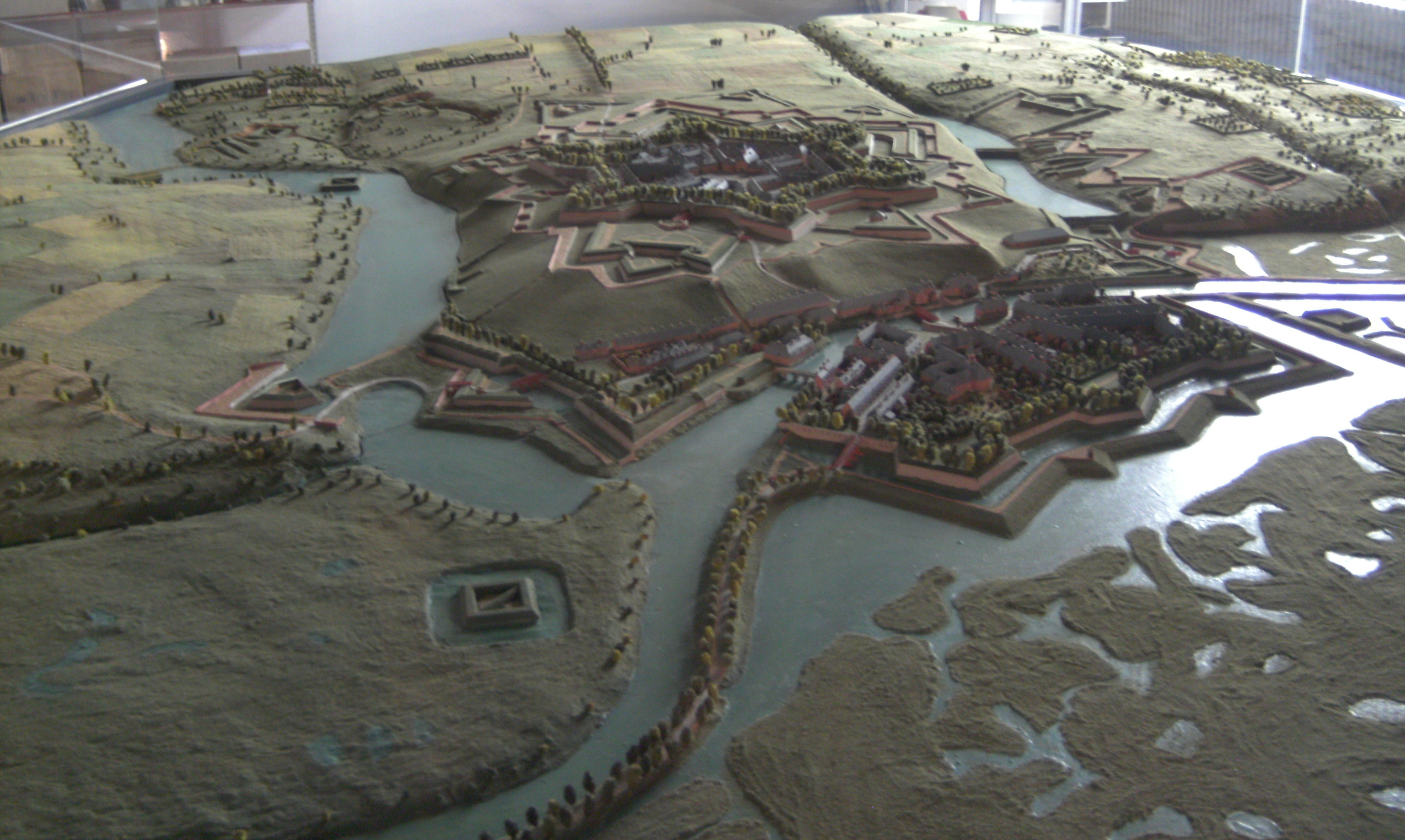
Plan relief de Charleroi datant de 1696, présentant à gauche (ouest) le Grand Étang dans le vallon de Lodelinsart, retenu par la digue qui le sépare de l'étang du Piéton.
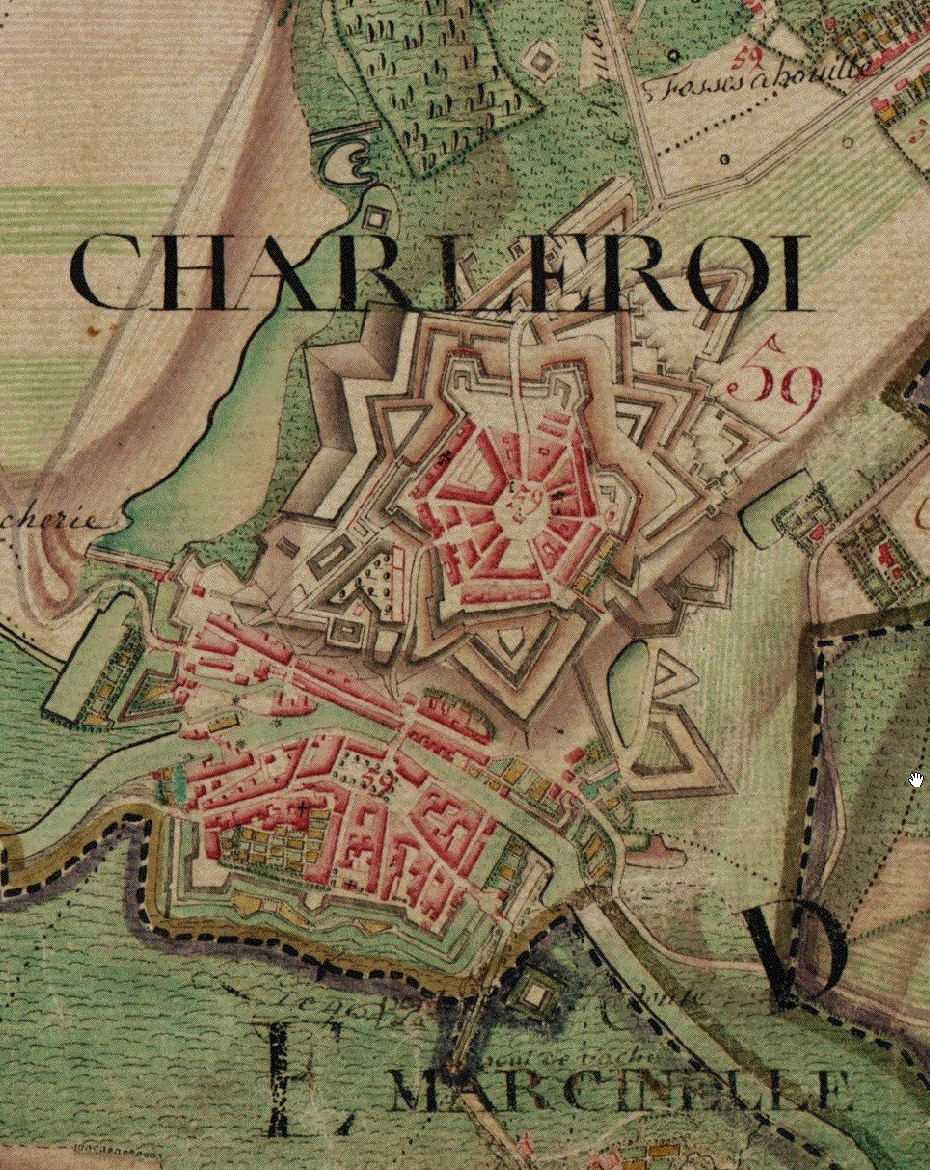
Vers 1775, forteresse française partiellement démantelée en 1747 et le Grand Étang partiellement asséché.
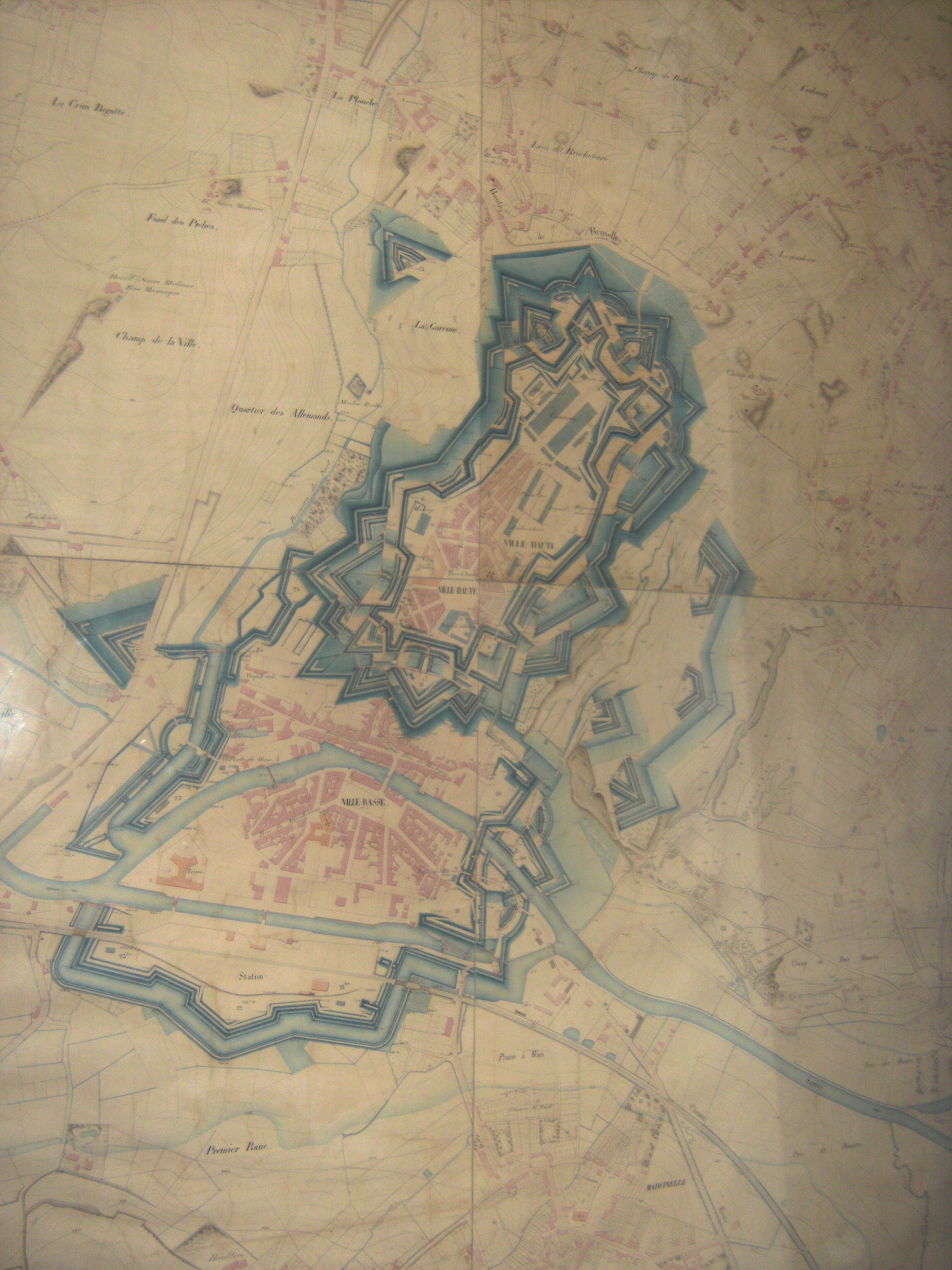
Vers 1855, forteresse hollandaise construite en 1816. Le Grand Étang est complètement asséché.
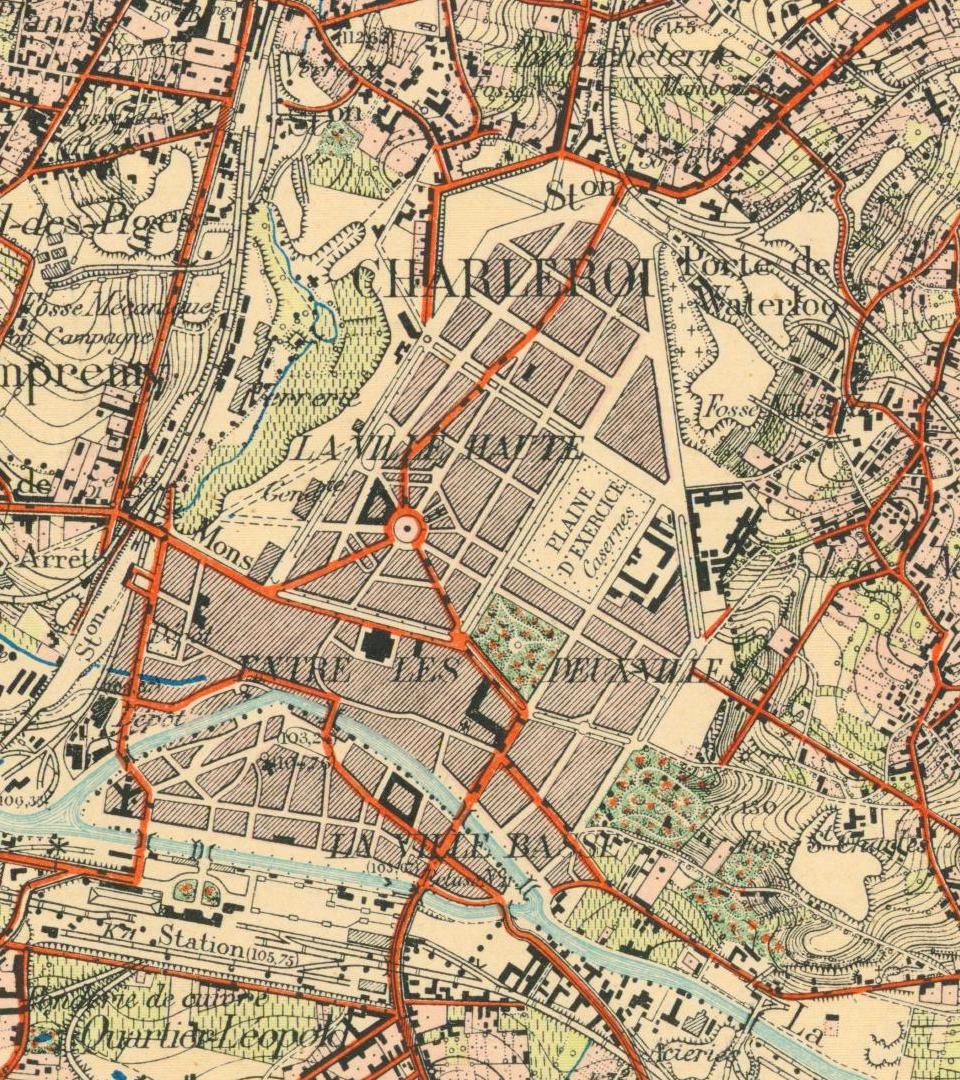
Carte topographique de 1895 avec la verrerie dans le vallon.

## Aménagements
Le 28 février 1945, le Conseil communal de Charleroi décide d'établir un collecteur dans le lit détourné du ruisseau en vue de mettre fin en urgence aux inondations que subissent par fortes pluies les habitants des quartiers avoisinant de Dampremy.
Le 16 septembre 1948, ce même Conseil approuve la mise en adjudication du voûtement du ruisseau dans la section entre les Verreries Mécaniques et la station de Dampremy.
Voûtement réalisé par Union Intercommunale pour l'Exécution des Travaux de Voûtement et d'Amélioration des Ruisseaux de Lodelinsart, de Gilly et du Warchat, société active entre 1949 et 1977.